# Hylobates albibarbis
Hylobates albibarbis är en primat i familjen gibboner som förekommer på västra Borneo. Populationen listades fram till början av 2000-talet som underart till svarthandad gibbon. I utbredningsområdet kallas arten för Wau wau atu eller Wau-wau Brewok Puthi.

## Utseende
Arten når en kroppslängd av 40 till 50 cm, saknar svans och väger ungefär 6 kg. Vanligen är hannar lite större än honor. I motsats till svarthandad gibbon är endast längsgaende strimmor pa armarna, bröstet, buken, delar av ansiktet och fötterna svarta. Annars är mörka delar av pälsen bruna. Hybrider med Müllers gibbon kan förekomma. Mellan hannar och honor finns inga tydliga skillnader i pälsfärgen. Nedanför nosen bildar ljusbruna till vita hår ett skägg.

## Utbredning
Utbredningsområdet ligger i västra Kalimantan som är öns indonesiska del. Denna gibbon lever i låglandet och i bergstrakter upp till 1200 meter över havet. Habitatet utgörs av fuktiga städsegröna skogar och av träskmarker med träd.

## Ekologi
Individerna är aktiva på dagen och klättrar i träd. De bildar monogama par som har 30 till 47 hektar stora revir. Födan utgörs främst av mogna frukter med mycket juice. Dessutom äts omogna frukter, blad, blommor och insekter. Hylobates albibarbis lever i naturen uppskattningsvis 30 år. Exemplar i fångenskap blev upp till 60 år gamla. Liksom hos andra gibboner sjunger exemplaren på morgonen i duett som kan höras över 2 km.
Denna gibbon blir efter fyra år könsmogen. Honan föder en unge per kull som blir avvänjd efter två år.

## Hot
Beståndet hotas av skogens och träskmarkernas omvandling till jordbruksmark. Enligt uppskattningar minskade hela populationen med 50 procent mellan 1990 och 2019. IUCN listar arten som starkt hotad (EN).